# Nunataki Janovskogo
Die Nunataki Janovskogo (englische Transkription von russisch Нунатаки Яновского Nunataki Janowskowo, deutsch ‚Janowski-Nunatakker‘) sind eine isolierte Gruppe von Nunatakkern an der Prinz-Harald-Küste des ostantarktischen Königin-Maud-Lands. Sie ragen nordöstlich der Riiser-Larsen-Halbinsel auf.
Russische Wissenschaftler benannten sie. Der Namensgeber ist nicht überliefert.